# 安秉萬
安秉万（：／ Ahn Byong-man，1941年2月8日—2022年5月31日），男，本贯竹山安氏，大韩民国政治人物，曾任韩国外国语大学校长，国家教育科学技术部长官。

## 生平
1941年生于忠清北道槐山郡。1959年毕业于京畿高等學校。1963年毕业于首尔大学法学院，获公共管理学士学位。1967年毕业于首尔大学研究生院，获法学硕士学位。后进入明知大學任教。1974年毕业于佛罗里达大学，获政治学博士学位。1975年受聘为韩国外国语大学行政学系副教授，历任企划调整处长、副校长兼研究生院院长。1994年至1998年，以及2002年至2006年，两次担任韩国外国语大学校长。2006年2月任韩国外国语大学名誉教授。2008年至2010年，出任韩国教育科学技术部长官。2011年任国家教育科学技术咨问会议副议长。2018年任韩美教育文化财团理事长。2022年5月31日逝世。

## 外事访问
2010年6月，应万钢部长邀请访问中国上海，并参观了上海世博会。

## 言论
2009年8月，曾表示不可以因出现甲型H1N1流感患者而关闭学校。

## 荣誉
- 美国特拉华大学荣誉博士（2004年）[4]
- 美国佛罗里达大学杰出校友奖（2005年）[5]
- 青条勤政勋章（2006年，韩国）

## 出版物
- 《韩国政府论》，茶山出版社，1985年
- 《现代韩国政治》，法文社，1986年
- 《韩国选举论》，茶山出版社，1987年